# Huntsman (entreprise)
Pour les articles homonymes, voir Huntsman.
Huntsman (entreprise) est une entreprise américaine multinationale fabricant et distributeur de produits chimiques pour les consommateurs et les clients industriels.
Huntsman fabrique des polyuréthanes assortis, des produits de performance, et des pigments pour des clients comme BMW, General Electric, Chevron, Procter & Gamble et Unilever.
Avec son siège à The Woodlands, au Texas et des bureaux exécutifs à Salt Lake City dans l'Utah, il opère dans plus de 100 usines de fabrication et de laboratoires de recherche et développement, dans plus de 30 pays, et emploie quelque 15 000 collaborateurs à travers cinq divisions d'affaires. Huntsman avait en 2014 des revenus de douze milliards de dollars.

## Histoire
L'entreprise Huntsman a été initialement fondée en tant que Container Corporation Huntsman en 1970 par Jon Huntsman, Sr.. L'entreprise Huntsman Corporation a été introduite en bourse sur le New York Stock Exchange en février 2005. Huntsman a grandi à travers une série d'acquisitions (avec quelques désinvestissements) et aujourd'hui il est un fabricant et distributeur de produits chimiques différenciés.
En avril 1994, Huntsman a acquis la société Texaco Chemical pour 1,06 milliard de dollars. Texaco a accepté de vendre sa dernière branche restante en pétrochimie à Huntsman en 1999 pour environ 600 millions de dollars.
Huntsman devient alors le troisième plus grand secteur de la pétrochimie aux États-Unis où, en 1999, il a acquis les polyuréthanes, le dioxyde de titane, les composés aromatiques et les entreprises pétrochimiques mondiales de Imperial Chemical Industries pour 2,8 milliards de dollars.
Huntsman a également acquis les entreprises en additifs de performance et de dioxyde de titane (TiO2) de Rockwood Holdings le 1er octobre 2014, pour devenir le deuxième plus grand producteur mondial de dioxyde de titane et des pigments colorés inorganiques pour des utilisations comme les peintures et revêtements industriels. Huntsman a versé environ 1 milliard de dollars en espèces et pris en charge certains passifs de retraite européenne non capitalisés.

### Fusion avec Clariant
Le 22 mai 2017, Peter R. Huntsman CEO de Huntsman a annoncé la fusion de son entreprise avec la société Clariant dont le siège social se trouve à Bâle en Suisse. Il s'agit d'une fusion entre égaux devant conduire à un groupe de 13,5 milliards de dollars de chiffre d'affaires. Les activités des deux groupes sont très complémentaires et permettra d'élargir le portefeuille de produits dans la gamme des polyuréthanes, des colorants, pigments et des produits de performance pour les carburants et l'agriculture. La nouvelle société prend le nom de Hunstman-Clariant. Son siège social est situé en Suisse et elle sera dotée d'un centre opérationnel au Texas. Elle sera cotée à Zurich et à New York. Les actionnaires de Clariant détiendront 52 % des actions de la nouvelle société,,.
Cette fusion n'a pas eu lieu 

## Principaux actionnaires
Au 24 avril 2020.
| The Vanguard Group               | 10,3% |
| Scopia Capital Management        | 6,64% |
| Huntsman Foundation              | 5,36% |
| LSV Asset Management             | 4,80% |
| JANA Partners                    | 4,71% |
| Elliott Management Corp.         | 3,53% |
| Soroban Capital Partners         | 3,39% |
| Peter Huntsman                   | 3,38% |
| Boston Partners Global Investors | 3,25% |
| Mason Capital Management         | 2,89% |

## Activités

### Matériaux avancés
La division « Matériaux avancés » est un fournisseur de systèmes de polymères synthétiques et formulées. Les produits de Huntsman à base de polyuréthane polymère époxy, acrylique sont utilisés pour remplacer les matériaux traditionnels dans les avions, les voitures et la transmission d'énergie électrique.

### Polyuréthanes
La division « Polyuréthanes » fabrique polyuréthane à base de MDI solutions utilisées dans une vaste gamme d'applications et de secteurs de marché. Polyuréthanes offrent des avantages clés de l'efficacité énergétique, le confort et le bien-être. Les produits d'isolation pour économiser l'énergie dans les constructions de logement et commerciales, et jouent un rôle essentiel dans la chaîne d'approvisionnement alimentaire - maintien des produits à la bonne température dans les véhicules réfrigérés, armoires de refroidissement et de réfrigérateurs. Polyuréthanes offrent également le confort et le bien-être dans les sièges automobiles, des meubles, de la literie et des chaussures. Produits adhésifs, des revêtements et des élastomères sont largement utilisés à travers les applications industrielles et de consommation.

### Produits de performance
La division « Produits de performance » fabrique des produits basés principalement sur des amines, des carbonates, des tensioactifs et l'anhydride maléique. Les utilisations finales comprennent l'agrochimie, pétrole et gaz et des solutions énergétiques alternatives, des détergents ménagers et produits de soins personnels, adhésifs et des revêtements, des mines et des agents polyuréthane / époxy de durcissement.

### Pigments et additifs
La division « Pigments et additifs » est un fabricant de pigments au dioxyde de titane et d'additifs utilisés pour ajouter des performances et de la couleur à des éléments tels que les peintures, encres, matières plastiques et concrètes pour les cosmétiques, les produits pharmaceutiques et alimentaires.

### Effets textiles
La division « Effets textiles » fabrique et commercialise des colorants textiles et produits chimiques qui améliorent la couleur, améliorent les performances comme la résistance, anti-UV et la capacité à repousser l'eau et les taches dans les vêtements, la maison et des textiles techniques.
Combined Toxic 100 Index
Huntsman se trouve en première position sur la liste des 100 plus grands pollueurs de la terre